# Moldavien i olympiska sommarspelen 2012
Moldavien deltog i olympiska sommarspelen 2012 som ägde rum i London i Storbritannien mellan den 27 juli och den 12 augusti 2012.

## Medaljörer
| Medalj | Namn           | Sport         | Gren            |
| ------ | -------------- | ------------- | --------------- |
| Brons  | Anatoli Ciricu | Tyngdlyftning | Herrarnas 94 kg |
| Brons  | Cristina Iovu  | Tyngdlyftning | Damernas 53 kg  |

## Boxning
- Huvudartikel: Boxning vid olympiska sommarspelen 2012

Herrar
| Boxare        | Gren       | Sextondelsfinal      | Åttondelsfinal          | Kvartsfinal          | Semifinal            | Final                | Final            |
| Boxare        | Gren       | Motståndare Resultat | Motståndare Resultat    | Motståndare Resultat | Motståndare Resultat | Motståndare Resultat | Placering        |
| ------------- | ---------- | -------------------- | ----------------------- | -------------------- | -------------------- | -------------------- | ---------------- |
| Vasili Belous | Weltervikt | Kidunda (TAN) W 20–7 | Sjelestjuk (UKR) L 7–15 | Gick inte vidare     | Gick inte vidare     | Gick inte vidare     | Gick inte vidare |

## Brottning
- Huvudartikel: Brottning vid olympiska sommarspelen 2012

Herrar, fristil
| Brottare      | Gren   | Kvalomgång           | Åttondelsfinal       | Kvartsfinal             | Semifinal            | Återkval 1           | Återkval 2           | Final / Brons        | Final / Brons |
| Brottare      | Gren   | Motståndare Resultat | Motståndare Resultat | Motståndare Resultat    | Motståndare Resultat | Motståndare Resultat | Motståndare Resultat | Motståndare Resultat | Placering     |
| ------------- | ------ | -------------------- | -------------------- | ----------------------- | -------------------- | -------------------- | -------------------- | -------------------- | ------------- |
| Nicolae Ceban | -96 kg | BYE                  | Boltic (NGR) W 3–1   | Gogsjelidze (GEO) L 0–3 | Gick inte vidare     | Gick inte vidare     | Gick inte vidare     | Gick inte vidare     | 11            |

Damer, fristil
| Brottare        | Gren   | Kvalomgång           | Åttondelsfinal       | Kvartsfinal          | Semifinal            | Återkval 1           | Återkval 2           | Final / brons        | Final / brons |
| Brottare        | Gren   | Motståndare Resultat | Motståndare Resultat | Motståndare Resultat | Motståndare Resultat | Motståndare Resultat | Motståndare Resultat | Motståndare Resultat | Placering     |
| --------------- | ------ | -------------------- | -------------------- | -------------------- | -------------------- | -------------------- | -------------------- | -------------------- | ------------- |
| Svetlana Saenko | -55 kg | BYE                  | Vescan (FRA) W 3–1   | Wang J (CHN) L 0–5   | Gick inte vidare     | Gick inte vidare     | Gick inte vidare     | Gick inte vidare     | 10            |

## Bågskytte
- Huvudartikel: Bågskytte vid olympiska sommarspelen 2012

Herrar
| Bågskytt  | Gren                   | Ranking-runda | Ranking-runda | 32-delsfinal              | Sextondelsfinal        | Åttondelsfinal          | Kvartsfinal       | Semifinal         | Final             | Final            |
| Bågskytt  | Gren                   | Poäng         | Seedning      | Motståndare Poäng         | Motståndare Poäng      | Motståndare Poäng       | Motståndare Poäng | Motståndare Poäng | Motståndare Poäng | Placering        |
| --------- | ---------------------- | ------------- | ------------- | ------------------------- | ---------------------- | ----------------------- | ----------------- | ----------------- | ----------------- | ---------------- |
| Dan Olaru | Herrarnas individuella | 654           | 47            | Kaminski (USA) (18) W 6–5 | Terry (GBR) (50) W 7–1 | Kim B-m (KOR) (2) L 1–7 | Gick inte vidare  | Gick inte vidare  | Gick inte vidare  | Gick inte vidare |

## Cykling
- Huvudartikel: Cykling vid olympiska sommarspelen 2012

### Landsväg
| Cyklist     | Gren                | Tid  | Placering |
| ----------- | ------------------- | ---- | --------- |
| Oleg Berdos | Herrarnas linjelopp | Bröt | Bröt      |

## Friidrott
- Huvudartikel: Friidrott vid olympiska sommarspelen 2012

Förkortningar
- Notera – Placeringar gäller endast den tävlandes eget heat
- Q = Kvalificerade sig till nästa omgång via placering
- q = Kvalificerade sig på tid eller, i fältgrenarna, på placering utan att ha nått kvalgränsen
- NR = Nationellt rekord
- N/A = Omgången inte möjlig i grenen
- Bye = Idrottaren behövde inte delta i omgången

Herrar
Bana och väg
| Idrottare          | Gren           | Heat     | Heat      | Final    | Final     |
| Idrottare          | Gren           | Resultat | Placering | Resultat | Placering |
| ------------------ | -------------- | -------- | --------- | -------- | --------- |
| Ion Luchianov      | 3 000 m hinder | 8:22.09  | 5 q       | 8:28.15  | 10        |
| Iaroslav Musinschi | Maraton        | i.u.     | i.u.      | 2:16:25  | 25        |
| Roman Prodius      | Maraton        | i.u.     | i.u.      | DNF      | DNF       |

Fältgrenar
| Idrottare        | Gren          | Kval  | Kval      | Final            | Final            |
| Idrottare        | Gren          | Längd | Placering | Längd            | Placering        |
| ---------------- | ------------- | ----- | --------- | ---------------- | ---------------- |
| Serghei Marghiev | Släggkastning | 69.76 | 31        | Gick inte vidare | Gick inte vidare |

Damer
Bana och väg
| Idrottare       | Event   | Heat     | Heat      | Semifinal        | Semifinal        | Final            | Final            |
| Idrottare       | Event   | Resultat | Placering | Resultat         | Placering        | Resultat         | Placering        |
| --------------- | ------- | -------- | --------- | ---------------- | ---------------- | ---------------- | ---------------- |
| Natalia Cerches | Maraton | i.u.     | i.u.      | i.u.             | i.u.             | 2:37:13          | 65               |
| Olesea Cojuhari | 400 m   | 53.64    | 5         | Gick inte vidare | Gick inte vidare | Gick inte vidare | Gick inte vidare |
| Elena Popescu   | 800 m   | 2:06.94  | 6         | Gick inte vidare | Gick inte vidare | Gick inte vidare | Gick inte vidare |

Fältgrenar
| Idrottare        | Gren           | Kval                    | Kval                    | Final                   | Final                   |
| Idrottare        | Gren           | Längd                   | Placering               | Längd                   | Placering               |
| ---------------- | -------------- | ----------------------- | ----------------------- | ----------------------- | ----------------------- |
| Natalia Artic    | Diskuskastning | Diskvalificerad (dopad) | Diskvalificerad (dopad) | Diskvalificerad (dopad) | Diskvalificerad (dopad) |
| Marina Marghieva | Släggkastning  | Diskvalificerad (dopad) | Diskvalificerad (dopad) | Diskvalificerad (dopad) | Diskvalificerad (dopad) |
| Zalina Marghieva | Släggkastning  | 72.19                   | 9 q                     | 74.06                   | 8                       |

## Judo
Herrar
| Idrottare      | Gren                     | 32-delsfinal              | Sextondelsfinal         | Åttondelsfinal       | Kvartsfinal          | Semifinal            | Återkval             | Bronsmatch           | Final                | Final     |
| Idrottare      | Gren                     | Motståndare Resultat      | Motståndare Resultat    | Motståndare Resultat | Motståndare Resultat | Motståndare Resultat | Motståndare Resultat | Motståndare Resultat | Motståndare Resultat | Placering |
| -------------- | ------------------------ | ------------------------- | ----------------------- | -------------------- | -------------------- | -------------------- | -------------------- | -------------------- | -------------------- | --------- |
| Sergiu Toma    | Halv mellanvikt (-81 kg) | Musil (CZE) W 1000–0001   | Nakai (JPN) L 0003–0101 | Gick inte vidare     | Gick inte vidare     | Gick inte vidare     | Gick inte vidare     | Gick inte vidare     | Gick inte vidare     |           |
| Ivan Remarenco | Mellanvikt (-90 kg)      | Denisov (RUS) L 0001–1000 | Gick inte vidare        | Gick inte vidare     | Gick inte vidare     | Gick inte vidare     | Gick inte vidare     | Gick inte vidare     | Gick inte vidare     |           |